# سیارک ۷۴۲۹
سیارک ۷۴۲۹ (به انگلیسی: 7429 Hoshikawa، نامگذاری:1992YB1) هفت هزار و چهارصد و بیست و نهمین سیارک کشف شده‌است که در ۲۴ دسامبر ۱۹۹۲ کشف شد.
قدر مطلق سیارک برابر ۱۲٫۲۰ است.